# Bolnišnična okužba
Bolnišnična okužba je okužba, pridobljena v bolnišnici ali pri kakih zdravstvenih posegih. Pride lahko do hudih pljučnic, okužb sečil, obtočil in drugih delov telesa. Številne bolnišnično pridobljene bakterijske okužbe težko zdravimo z antibiotiki zaradi odpornosti bakterij proti njim. Take okužbe lahko ogrozijo tudi ljudi zunaj bolnišnic.

## Vzroki
Do bolnišničnih okužb pride po navadi zaradi zdravstvenega osebja, ki premalo upošteva higienske ukrepe. Zdravstveni delavci imajo namreč zaporeden stik z več bolniki in tako prenašajo povzročitelje bolezni. Bolnišnice imajo sicer predpisane sanitarne protokole glede oblek, sterilizacije opreme, umivanja in drugih higienskih ukrepov. Eden najbolj učinkovitih ukrepov pred širjenjem bolnišničnih okužb je umivanje/razkuževanje rok pred stikom z vsakim bolnikom in po njem. Pomembna je tudi zmerna in smiselna uporaba protimikrobnih sredstev, kot so antibiotiki. S tem se namreč zmanjša tveganje za nastanek na zdravila odpornih sevov mikroorganizmov. Kljub vsem ukrepom pa ni mogoče bolnikov povsem osamiti od povzročiteljev bolezni.

## Epidemiologija

### Povzročitelji in zdravljenje
Med najpogostejšimi povzročitelji sta MRSA (grampozitivna bakterija) in helikobakter (gramnegativna bakterija). Za nekatere povzročitelje obstajajo učinkovita zdravila (npr. MRSA), za zdravljenje okužb z na primer gramnegativnimi acinetobakterji pa je le malo učinkovitih zdravil. Slednji postajajo čedalje bolj odporni proti antibiotikom in zato predstavljajo morda večjo grožnjo kot MRSA.
Vse pogostejši povzročitelj bolnišničnih okužb, zlasti v New Yorku, je proti antibiotikom odporna gramnegativna bakterija Klebsiella pneumoniae.

### Prenašanje
Proti zdravilom odporne grampozitivne bakterije ogrožajo zlasti bolnike z oslabljenim imunskim sistemom. Spore preživijo dolgo časa na površinah predmetov in lahko okužijo bolnika skozi rane, s katetri in respiratorji.
| Pot                             | Opis |
| ------------------------------- | --- |
| Neposredni stik                 | Najpomembnejši in najpogostejši način prenosa bolnišničnih okužb. |
| Kapljični prenos                | Do kapljičnega prenosa lahko pride, kadar pride oseba v stik s kapljicami, ki jih okuženi izkašlja, izkiha ali ki nastanejo pri določenih posegih, npr. pri bronhoskopiji, ali pa nastanejo že pri samem govoru. Tak prenos je značilen za majhne razdalje. |
| Prenos po zraku                 | Do prenosa po zraku pride bodisi z drobnimi delci okuženih kapljic (v velikosti 5 µm ali manj), ki ostanejo v zraku zelo dolgo časa, ali delci prahu, ki vsebujejo povzročitelja. Takšen prenos se lahko zgodi na dolge razdalje. Pri preprečevanju so pomembni ustrezni filtri zraka in prezračevanje. Na ta način se prenašajo na primer Legionella, Mycobacterium tuberculosis ter virus rdečk in noric. |
| Prenos preko okuženih predmetov | V to skupino spada prenos preko okužene hrane, vode, zdravil, opreme in raznih pripomočkov. |
| Prenos z vektorjem              | Kot vektorji lahko nastopajo razne živali, na primer komarji, muhe, podgane .... |

## Poznane bolnišnične okužbe
- pljučnica, povzročena z respiratorjem
- Staphylococcus aureus
- proti meticilinu odporni Staphylococcus aureus (MRSA)
- Pseudomonas aeruginosa
- Acinetobacter baumannii
- Stenotrophomonas maltophilia
- Clostridium difficile
- tuberkuloza
- okužbe sečil
- bolnišnična pljučnica
- gastroenteritis
- proti vankomicinu odporni Enterococcus
- legionarska bolezen